# برادلي بيج
برادلي بيج (بالإنجليزية: Bradley Page)‏ هو ممثل أمريكي، ولد في 8 سبتمبر 1901 في الولايات المتحدة، وتوفي بنفس المكان في 8 ديسمبر 1985.

## وصلات خارجية
- برادلي بيج على موقع IMDb (الإنجليزية)
- برادلي بيج على موقع ألو سيني (الفرنسية)
- برادلي بيج على موقع أول موفي (الإنجليزية)
- برادلي بيج على موقع قاعدة بيانات الأفلام السويدية (السويدية)
- برادلي بيج على موقع قاعدة بيانات الفيلم (الإنجليزية)
- برادلي بيج على موقع كينوبويسك (الروسية)